# Ролло Мей
Ролло Ріс Мей (21 квітня 1909 — 22 жовтня 1994) — відомий американський психолог і психотерапевт, теоретик екзистенційної психології. У своїх творах піддає ретельному розгляду основні проблеми людської екзистенції: добро і зло, свобода, відповідальність і доля, творчість, вина і тривога, любов і насильство. Найбільш відома робота Мея «Любов і воля» (англ. Love and Will) стала американським національним бестселером і отримала в 1970 році премію Ральфа Уолдо Емерсона за ерудицію в області наук про людину.

## Біографія
Ріс Мей (ім'я дане при народженні) народився 21 квітня 1909 року в невеликому місті Ада, штат Огайо. У нього була старша сестра і п'ять молодших братів. Тобто всього його батьки, Ерл Тайтл Мей і Меті Баутон Мей, мали сімох дітей. Незабаром після народження Ріса його сім'я переїхала в Марин-Сіті, штат Мічиган, де він і провів свої дитячі роки.
Батьки Мея були малоосвіченими. Вони мало займалися дітьми, погано ладнали один з одним, що згодом призвело до їх розлучення в 1933 році. Старша сестра Ролло страждала на шизофренію. Під впливом цих важких життєвих обставин Рис Мей змінив ім'я.
Закінчивши школу, Ролло Мей вступив до Мічиганського державного коледжу сільського господарства і прикладних наук. Під час навчання Ролло став співзасновником журналу, який критикував дії влади, що призвело до його відрахування з коледжу. Після відрахування, Ролло взяли в Оберлінський коледж, де він і отримав в 1930 році ступінь бакалавра за основною спеціалізацією з англійської мови та додатковими спеціалізаціями по грецькій літературі та історії.
Після закінчення коледжу Мей переїхав до міста Салоніки (Греція), де зайнявся викладацькою діяльністю. Тоді ж він відвідував лекції Альфреда Адлера.
У 1933 році, в зв'язку з розлученням батьків, Ролло Мей повернувся до США, де вступив в Нью-Йоркську об'єднану теологічну семінарію. Під час навчання Мей познайомився з відомим теологом і філософом Паулем Тілліхом, що втік з нацистської Німеччини і продовжив академічну кар'єру в Америці. Вони стали друзями і залишалися ними понад тридцять років.
У 1938 році, після закінчення семінарії Ролло Мей захистив, під керівництвом Тілліха, науковий ступінь з богослов'я і був рукопокладений у священника церковної конгрегації Нью-Джерсі, де прослужив пастором протягом двох років. У цьому ж році він одружився з Флоренцією Де Фриз (англ. Florence De Frees), своєю першою дружиною, яка народила сина і двох дочок-близнючок.
Залишивши роботу пастора, Ролло Мей пройшов курс навчання в Інституті психіатрії, психоаналізу і психології Вільяма Алансона Уайта, Одночасно працюючи в Нью-Йоркському Сіті-коледжі як психолог-консультант. У Сіті-коледжі Мей познайомився з одним із його засновників — Гаррі Салліваном.
У 1942 році Мей захворів на туберкульоз і півтора року провів у лікарні, звідки вийшов з переконанням, що основною причиною його одужання стала виконана їм внутрішня робота, а не зусилля лікарів.
У 1946 році відкрив приватну практику.
У 1948 році став психотерапевтом і увійшов до складу викладачів Інституті психіатрії, психоаналізу і психології Вільяма Алансона Уайта, де продовжив працювати до 1974 року.
У 1969 році розлучився зі своєю першою дружиною.
У 1971 році одружився з Інгрід Скулл (англ. Ingrid Scholl).
У 1978 році знову розлучився.
У 1989 році одружився з Джорджією Лі Мілл Джонсон (англ. Georgia Lee Mill Johnson).
У 1994 році помер від хронічної серцевої недостатності в місті Тибуроні, штат Каліфорнія, де він проживав з середини сімдесятих. Йому було 85 років.

## Праці
Незабаром після повернення з санаторію, де він лікувався від туберкульозу, Мей оформив записи своїх роздумів про тривогу у вигляді докторської дисертації і опублікував її під назвою «Значення тривоги» (1950 рік). За цією першою великою публікацією пішла безліч книг, які принесли йому загальнонаціональну, а потім і світову популярність. Найбільш відома його книга — «Любов і воля» — вийшла в 1969 році, стала бестселером і в наступному році була удостоєна Премії Ральфа Емерсона. А в 1972 році Нью-Йоркське товариство клінічних психологів присудило Мею Премію доктора Мартіна Лютера Кінга Молодшого за книгу «Влада і невинність».
Крім цього, Мей вів активну педагогічну та клінічну роботу. Він читав лекції в Гарварді і Прінстоні, в різний час викладав в Єльському та Колумбійському університетах, в Дартмутському коледжі, Оберлінському коледжі та Коледжі Вассара, а також в Новій школі соціальних досліджень у Нью-Йорку. Він був позаштатним професором Нью-Йоркського університету, головою Ради асоціації екзистенціальної психології та членом Опікунської ради Американського фонду душевного здоров'я.

### Англійською мовою
- May R. Love and Will. — 1969.
- May R. The Meaning of Anxiety. — N.Y. : Pocket Books, 1977.

### Російськомовні переклади
1. Мэй, Ролло (2004). Открытие Бытия. М: Институт Общегуманитарных Исследований.
2. Мэй, Ролло (1997). Любовь и воля. М: Рефл-бук.
3. Мэй, Ролло; пер. с англ. М. И. Заваловой и А. Ю. Сибуриной; терминолог. правка В. Данченка (2005). Смысл тревоги. К: PSYLIB.
4. Мэй, Ролло (1999). пер. Т. К. Кругловой (ред.). Искусство психологического консультирования. М: Независимая фирма «Класс». ISBN 0-285-65099-8.